# Jane-Kelly Williams
Jane-Kelly Williams (Newnan, Georgia) is een Amerikaanse singer-songwriter. 

## Biografie

### 1988-1990
Williams, beïnvloed door de hymnen in de kerk, begon op 12-jarige leeftijd met gitaar- en pianospelen. Na de middelbare school verhuisde ze naar New York; ze volgde een muziekstudie in Manhattan en vormde een band waarmee ze in folkclubs optrad. 
Een demo-opname resulteerde in een contract bij Les Disques du Crepuscule, een onafhankelijk label uit België. Eind 1988 verscheen het debuutalbum Particular People dat in Brussel was opgenomen met zowel Belgische als Amerikaanse muzikanten. What If werd in 1989 op single uitgebracht. Williams toerde door Europa en Japan; terug in Amerika nam ze een titelloze ep op met de niet eerder uitgegeven nummers Souls on Delay en A Little Happiness. Het werd alleen in Nederland uitgebracht. Ook verleende Williams met andere zangeressen (o.a. Kit Hain en Karla DeVito) haar medewerking aan het sixties-coveralbum Anthem van de gelegenheidsformatie Desolation Angels.
Met enkele van de betrokken muzikanten nam ze haar tweede album op. Unexpected Weather verscheen eind 1989/begin 1990 en ontving lovende recensies. Muziekblad Oor sprak van "een uitgelezen cd voor de zondagmorgen".  

### 1995-nu
Nadat haar contract bij Crepuscule afliep vormde Williams een nieuwe band en tekende ze bij Mercury Records. In 1995 verscheen haar Amerikaanse debuut Tapping The Wheel; dit album werd de enthousiaste pers met o.a. Sheryl Crow vergeleken. Breaking Into The Past en Show Me How To Cath A Fish werden op single uitgebracht.
In 2002 verscheen Williams' versie van Lay Down Burden op het Brian Wilson-tribute-album Making God Smile. In 2005, tien jaar na Tapping The Wheel, bracht ze in eigen beheer The Patchwork Of Lost & Found uit; dit album zou al in 1999 zijn opgenomen.  
Sinds 2006 organiseerde Williams drie benefietconcerten voor Darfoer en tekende ze een contract bij Sojourn Records.                         
Speciaal voor het album American Songs To Fight Cancer coverde Williams de folkstandard When You and I Were Young, Maggie
In 2014 verleende ze haar medewerking aan een audioboek met gedichten van Pete Seeger.